# Aulacochthebius narentinus
Aulacochthebius narentinus är en skalbaggsart som först beskrevs av Edmund Reitter 1885.  Aulacochthebius narentinus ingår i släktet Aulacochthebius och familjen vattenbrynsbaggar. Inga underarter finns listade i Catalogue of Life.